# Distrikt Cacatachi
Der Distrikt Cacatachi liegt in der Provinz San Martín in der Region San Martín in Nordzentral-Peru. Der Distrikt wurde am 31. Oktober 1932 gegründet. Er besitzt eine Fläche von 52,4 km². Beim Zensus 2017 wurden 3621 Einwohner ermittelt. Im Jahr 1993 betrug die Einwohnerzahl 2219, im Jahr 2007 2978. Sitz der Distriktverwaltung ist die 298 m hoch gelegene Kleinstadt Cacatachi mit 3022 Einwohnern (Stand 2017). Cacatachi befindet sich 9,5 km westnordwestlich der Provinzhauptstadt Tarapoto. Die Nationalstraße 5N von Tarapoto nach Moyobamba führt an Cacatachi vorbei.

## Geographische Lage
Der Distrikt Cacatachi befindet sich in den östlichen Voranden im äußersten Westen der Provinz San Martín. Im Osten reicht der Distrikt bis zu den Vororten des Ballungsraumes von Tarapoto.
Der Distrikt Cacatachi grenzt im Südwesten an den Distrikt Cuñumbuqui (Provinz Lamas), im Westen an den Distrikt Rumisapa (ebenfalls in der Provinz Lamas), im Nordosten an den Distrikt San Antonio sowie im Osten und im Südosten an den Distrikt Morales.